# Kutter – Thüringer Orgelbau

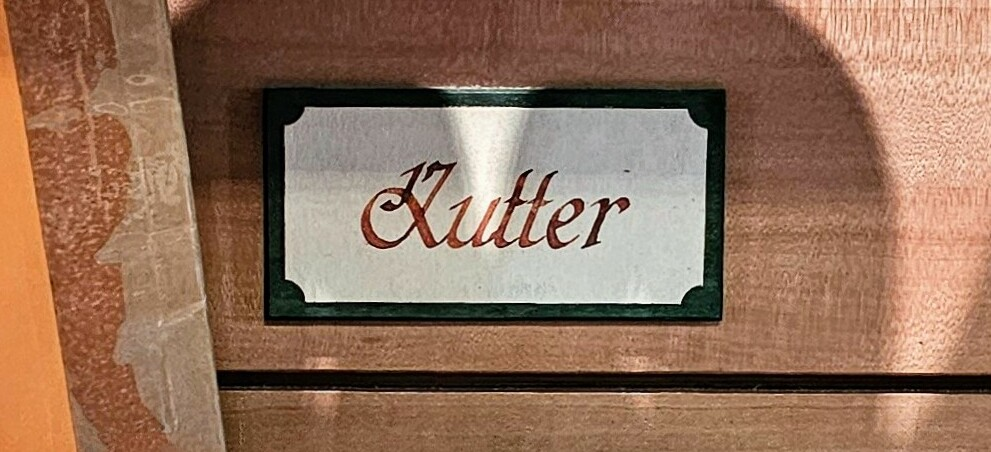
Erbauerschild in der Bergkirche Schleiz

Kutter – Thüringer Orgelbau ist das Orgelbauunternehmen der Familie Kutter, dessen Werkstatt sich im thüringischen Friedrichroda befindet. Die Firma ist neben der Restauration vor allem im Neubau von Orgeln tätig.

## Geschichte
Bernhard Kutter (* 12. Februar 1961) erlernte den Orgelbau bei der Orgelbaufirma Rudolph Böhm und war dort Geselle. Noch unter Böhm baute Kutter eine neue Orgel für St. Marien in Bad Berka. Kutter war 1991 Mitbegründer der Orgelbaugesellschaft Waltershausen, deren Geschäftsführer er bis 2005 war. Die Orgeln, die Bernhard Kutter innerhalb der Orgelbau Waltershausen GmbH baute, zählt die Firma Kutter in ihrer Werkliste mit. Im Jahr 2006 machte er sich mit der Firma Bernhard Kutter – Orgelbau & Audiotechnik selbständig.
Bernhard Kutter entwickelte das Register Glasflöte, bei der der Luftstrom auf die Kante eines Glaskolbens gelenkt wird, wodurch ein grundtöniger Flötenklang, ähnlich dem einer Panflöte entsteht. Erstmals wurde dieses Register 2012 in der Kutter-Orgel von St. Johannes Baptist in der Glasindustriestadt Jena eingebaut.
2015 übernahm Bernhard Kutters Sohn, Benjamin Kutter, die Leitung der Firma und benannte sie um in Kutter – Thüringer Orgelbau.

## Werkliste
| Jahr      | Opus | Ort                | Bauwerk                                                  | Bild | Manuale | Register | Anmerkungen |
| --------- | ---- | ------------------ | -------------------------------------------------------- | ---- | ------- | -------- | --- |
| 1993      | 1    | Jena               | St. Michael                                              |      | I       | 5        | Neubau, gebaut von Bernhard Kutter in der Firma Orgelbau Waltershausen, Meisterstück von Bernhard Kutter → Orgel |
| 2000      | 2    | Arnstadt           | Marienstift Arnstadt                                     |      | II/P    | 8        | Neubau, gebaut von Bernhard Kutter in der Firma Orgelbau Waltershausen → Orgel |
| 2001      | 3    | Geismar            | Klosterkirche „Christus der Erlöser“ auf dem Hülfensberg |      | III/P   | 36       | Neubau, gebaut von Bernhard Kutter in der Firma Orgelbau Waltershausen → Orgel |
| 2001      | 4    | Erfurt             | Piushaus Priesterseminar                                 |      | II/P    | 8        | Neubau, gebaut von Bernhard Kutter in der Firma Orgelbau Waltershausen → Orgel |
| 2002      | 5    | Riethnordhausen    | St. Bonifatius                                           |      | II/P    | 16       | Neubau, gebaut von Bernhard Kutter in der Firma Orgelbau Waltershausen → Orgel |
| 2004      | 6    | Dermbach           | Heilige Dreifaltigkeit                                   |      | II/P    | 22       | Neubau im barocken Gehäuse von Johann Casper Beck von 1754, gebaut von Bernhard Kutter in der Firma Orgelbau Waltershausen → Orgel |
| 2005      | 7    | Meimbressen        | Dorfkirche                                               |      | II/P    | 12       | Neubau im barocken Gehäuse, gebaut von Bernhard Kutter in der Firma Orgelbau Waltershausen → Orgel |
| 2006      |      | Berlin-Buch        | Mater Dolorosa                                           |      | II/P    | 16       | Restaurierung der Schuke-Orgel von 1991 |
| 2007      | 8    | Schleiz            | Bergkirche St. Marien                                    |      | II/P    | 23       | Neubau → Orgel |
| 2007      |      | Mettlach           | St. Ludwinus                                             |      | III/P   | 49       | 2007 Restaurierung der Haerpfer-&-Erman-Orgel von 1956 → Orgel |
| 2009      | 9    | Jena               | St. Johannes Baptist                                     |      | III/P   | 37       | Neubau, Besonderheit Glasflöte 8' → Orgel |
| 2009      | 10   | Melchendorf        | St. Nikolaus                                             |      | II/P    | 16       | Neubau → Orgel |
| 2009      |      | Saarhölzbach       | St. Antonius                                             |      | II/P    | 12       | Überarbeitung der Pneumatik des Spieltisches der Spät-Orgel von 1903 → Orgel |
| 2010      |      | Herrenberg         | Gustav-Adolf-Kirche                                      |      | II/P    | 14       | Restaurierung der Böhm-Orgel von 1955 → Orgel |
| 2010      |      | Erfurt             | Predigerkirche                                           |      | III/P   | 56       | Restaurierung der Schuke-Orgel von 1977 → Orgel |
| 2010      | 11   | Jägersdorf         | Dorfkirche                                               |      | II/P    | 11       | Neubau → Orgel |
| 2010      | 12   | Erfurt             | St. Martini                                              |      | I/P     | 5        | Neubau Chororgel → Orgel |
| 2011      |      | Ruhla              | St. Concordia                                            |      | II/P    | 36       | Restaurierung der Jehmlich-Orgel von 1911 → Orgel |
| 2011      |      | Friedrichroda      | St. Blasius                                              |      | II/P    | 23       | Restaurierung der Jehmlich-Orgel von 1961, Gehäuse gebaut von den Gebrüder Wagner um 1780 → Orgel |
| 2011      |      | Brüheim            | St. Vitus                                                |      | II/P    | 23       | Restaurierung der Hesse-Orgel von 1820 → Orgel |
| 2012      | 13   | Merzig             | Privat                                                   |      | IV/P    |          | virtuelle Orgel |
| 2012–2018 | 14E  | Mettlach           | St. Ludwinus                                             |      | III/P   | 56       | 2012 Einbau Tuba magna 8′, 2017 Einbau Röhrenglocken, 2018 Einbau Vox humana 8 und Pfeifenreihen Diapason und Violine in die Haerpfer-&-Erman-Orgel von 1956 → Orgel                                                                                       |
| 2012      |      | Eisenach           | Paul Gerhardt                                            |      | I/P     | 6        | Restaurierung und Umsetzung der Schuke-Orgel von 1950 aus der Halle des Landeskirchenamtes (Pflugensberg) |
| 2012      |      | Jüdewein           | Dorfkirche                                               |      | II/P    | 17       | Erweiterung der Rösel & Hercher-Orgel 2008 um einen Choralbaß 4′ |
| 2013      |      | Seebach            | Dorfkirche                                               |      | II/P    | 13       | Restaurierung der Markert-Orgel von 1883 → Orgel |
| 2014      | 15   | St. Louis USA      | Privat                                                   |      | IV/P    |          | virtuelle Orgel |
| 2015      |      | Schönbrunn         | St. Marien                                               |      | I/P     | 8        | Restaurierung der Poppe-Orgel von 1880 → Orgel |
| 2013–2015 |      | Witterda           | St. Martin                                               |      | II/P    | 29       | Restaurierung der Hesse-Orgel von 1846 → Orgel |
| 2015      |      | Sondershausen      | St. Matthias                                             |      | II/P    | 25       | Restaurierung der Böhm-Orgel von 1991 → Orgel |
| 2017      |      | Eisenberg          | St. Peter                                                |      | II/P    | 16       | Restaurierung der Böhm-Orgel von 1977, Gehäuse gebaut von den Gebrüder Poppe aus Roda 1884 → Orgel |
| 2018      | 16   | Waltershausen      | Privat                                                   |      | III/P   |          | Hybrid-Hausorgel virtuelles und reales Pfeifenwerk |
| 2018      | 17   | Heuthen            | St. Nikolaus                                             |      | II/P    | 33       | Hybrid-Orgel, Neubau und Umbau unter Wiederverwendung alter Teile → Orgel |
| 2018      |      | Dinkelsbühl        | Friedhofskirche St. Leonhard                             |      | II/P    | 9        | Restaurierung der Alfred-Kirkland-Orgel und Umsetzung von England nach Dinkelsbühl → Orgel |
| 2019      |      | Menteroda          | St. Michaelis                                            |      | II/P    | 17       | Restaurierung der Helfenbein-Orgel von 1938 → Orgel |
| 2019      |      | Allstedt           | St. Johannis Baptist                                     |      | II/P    | 38       | Teilrestaurierung der Julius-Strobel-Orgel von 1853 → Orgel |
| 2020      | 18   | Langenhain         | St. Maria Magdalena                                      |      | II/P    | 12       | rekonstruierender, restaurierender Neubau und Umbau der Hoffmann-Orgel von 1769 → Orgel |
| 2020      |      | Ruhla              | St. Trinitatis                                           |      | II/P    | 31       | Restaurierung der Knauf-Orgel von 1859 → Orgel |
| 2021      | 19   | Eisenberg          | St. Peter                                                |      | II/P    | 9        | Neubau unter Wiederverwendung des Pfeifenwerks und von Gehäuseteilen einer Keates-Orgel von 1909 aus einer Kirche in Rotherham, anspielbar vom Spieltisch der Böhm-Orgel auf der Westempore und einem mobilen einmanualigen Spieltisch, ohne Pedal → Orgel |
| 2022      |      | Marksuhl           | St. Hubertus                                             |      | II/P    | 24       | Restaurierung |
| 2023      |      | Erfurt             | Erfurter Dom                                             |      | I       | 5        | 1996 Neubau von Orgelbau Waltershausen, Intonation Bernhard Kutter; 2019 Umsetzung in den Erfurter Dom; 2023 Elektrifizierung zum anspielen von dem Spieltisch der Hauptorgel und dem Generalspieltisch → Orgel                                            |
| 2023      |      | Erfurt             | St. Lorenz                                               |      | III/P   | 27       | Überholung und Umdisponierung der Klais-Orgel von 1935 |
| 2024      | 20   | Halle an der Saale | Pauluskirche                                             |      | IV/P    | 110      | Neubau → Orgel |
| 2025      |      | Weimar             | Hochschule für Musik Franz Liszt                         |      | III/P   | 22       | im deutsch-spätromantischen Stil, durchschlagende Zungenregister |